# Melliera brevipes
Melliera brevipes är en bönsyrseart som beskrevs av Max Beier 1935. Melliera brevipes ingår i släktet Melliera och familjen Mantidae. Inga underarter finns listade i Catalogue of Life.